# 张永霞
张永霞（1968年1月—），女，汉族，山东日照人，中华人民共和国政治人物，中国共产党党员。现任中共甘肃省委常委、宣传部部长。

## 生平
2015年6月，任烟台市人民政府市长。2018年10月任山东省市场监督管理局局长。2019年12月调任甘肃，任中共金昌市委书记。2021年7月，改任中共天水市委书记。2022年5月，当选为中共甘肃省委常委。同年6月，担任省委宣传部部长职务。
2018年2月24日，当选为第十三届全国人大代表。